# Vangaži (stacja kolejowa)
Vangaži (ros. Вангажи) – stacja kolejowa w miejscowości Griķi, w gminie Inčukalns, na Łotwie. Położona jest na linii Ryga - Valga.
Nazwa pochodzi od pobliskiego miasta Vangaži.

## Historia
Pierwsze informacje o stacji Stoke pochodzą z czasów I wojny światowej. W 1919 zmieniono jej nazwę na Stoķi, a w 1927 na obecną.